# Comm' 'a 'nu sciummo/Malasera
Comm' 'a 'nu sciummo/Malasera, pubblicato nel 1968, è un singolo del cantante italiano Mario Merola

## Storia
Il disco, che contiene due cover di brani è un 45 giri inciso da Mario Merola.

## Tracce
Lato A
- Comm' 'a 'nu sciummo (Barrucci - Palumbo - Esposito - Gregoretti)

Lato B
- Malasera (R. Fiore - F. Rendine)

## Incisioni
Il singolo fu inciso su 45 giri, con marchio Zeus (BE 224).